# Gordiano III
Marco Antônio Gordiano (em latim: Marcus Antonius Gordianus; Roma, 20 de janeiro de 225 – Mesopotâmia, 11 de fevereiro de 244), conhecido como Gordiano III, foi o imperador romano de 238, no chamado ano dos seis imperadores, até 244, quando foi assassinado ou morto em combate.

## Vida

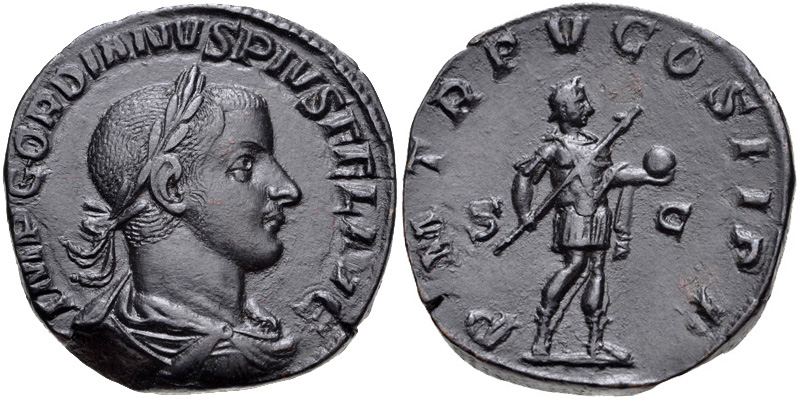
Sestércio de Gordiano

Gordiano nasceu em Roma em 20 de janeiro de 225, filho de uma filha de Gordiano I cujo nome foi erradamente indicado como Mécia Faustina pela História Augusta, e um senador e homem claríssimo de nome desconhecido, que a mesma obra alegou se chamar Júnio Balbo. Foi batizado em honra a seu avô, cujo nome completo era Marco Antônio Gordiano Semproniano Romano. Em 238, ao eclodir a revolta de Gordiano I e seu filho Gordiano II, logo tio de Gordiano III, contra o imperador Maximino Trácio (r. 235–238), seu pai já havia falecido e o jovem só não foi vitimado pelo lealista prefeito pretoriano Vitaliano, pois seus parentes mandaram agentes para assassiná-lo na capital antes da revolta ser publicamente declarada. Em 22 de abril de 238, depois da supressão da rebelião, uma comissão de 20 senadores elegeu Pupieno e Balbino como sucessores em oposição a Maximino. Partidários dos Gordianos, incitando a plebe que ressentia a eleição de Pupieno por seu mandado como prefeito urbano, asseguraram a proclamação de Gordiano como César.
Maximino foi assassinado por suas tropas em Aquileia em 24 de junho, e pouco depois disso irrompe disputa entre Pupieno e Balbino, os soldados e a plebe. Ela teve como resultado o assassinato de ambos os imperadores pela guarda pretoriana e o reconhecimento de Gordiano como imperador solo em 29 de junho pelo exército e senado. Pouca informação fiável está disponível sobre seus primeiros anos. Se sabe que Pupieno e Balbino sofreram damnatio memoriae, mas é incerto quantos outros membros senadores, se houve mais alguém, foram demitidos de seus cargos ou executados. Famílias que prosperaram durante as dinastias antonina (138–192) e severa (193–235) mantiveram seus ofícios e comandos, por exemplo.
Em 240, uma fracassada e perene revolta eclodiu na África proconsular e proclamou o procônsul Sabiniano como imperador. No fim do mesmo ano ou no início de 241, Gordiano indicou à prefeitura pretoriana Timesiteu, que seria o poder atrás do trono por todo o reinado do jovem; sua dominação se reforçou com o casamento de sua filha Tranquilina com ele no verão de 241. O imperador herdou de seus antecessores as constantes ameaças às fronteiras do Império Romano e a tarefa árdua de defendê-las. Ainda em 240, no Oriente, o xá Artaxer I (r. 224–242) nomeou seu filho Sapor I (r. 240–270) como correi e fez campanhas contra os romanos no Oriente Médio. Hatra, a guarnição militar romana mais oriental, foi sitiada (240–241) e destruída pelo Império Sassânida.
No ano seguinte, um grande contra-ataque foi organizado e soldados do Ocidente marcharam contra os persas, recapturando Carras e Nísibis e vencendo decisiva batalha em Resena. Gordiano se juntou ao exército da Mesopotâmia Superior em 243. À época, seu sogro faleceu e o pretoriano Caio Júlio Prisco convenceu o imperador a nomear seu irmão Filipe como prefeito. As tropas marcharam contra os persas Eufrates abaixo durante o outono e começo do inverno. No início de 244, houve uma batalha perto de Misiche (atual Faluja), na qual as tropas de Sapor venceram, e o xá renomeou a cidade de Perisapora (lit. "Vitorioso é Sapor"). O xá ainda celebrou a vitória com uma escultura e inscrição trilíngue no Trono de Rustam na qual alegou que Gordiano morreu no combate.
As fontes romanas não citam a batalha e indicam que Gordiano estava perto de Circésio, no Eufrates, 400 quilômetros de Perisapora, e que um cenotáfio foi erigido em Zaita. Filipe é culpado nestas fontes como o causador de sua morte, diretamente ou por fomentar o descontentamento das tropas pelo corte de suprimentos. Filipe foi proclamado imperador pelo exército e relatou que Gordiano faleceu de doença. A historiografia, no entanto, assume que a morte em combate seja mais provável. Depois da morte de Gordiano, o jovem foi deificado e suas campanhas foram relatadas no Império Romano como sucesso. Seu reinado foi também retratado como positivo, enquanto o de seu sucessor Filipe foi entendido como negativo.